# Geoffrey Kirwa
Geoffrey Kipkemoi Kirwa (3 luglio 2001) è un siepista keniota.

## Palmarès
| Anno | Manifestazione      | Sede         | Evento       | Risultato | Prestazione | Note |
| ---- | ------------------- | ------------ | ------------ | --------- | ----------- | ---- |
| 2022 | Campionati africani | Saint-Pierre | 3000 m siepi | Bronzo    | 8'29"74     |      |

## Campionati nazionali
2022
- Argento ai campionati kenioti, 3000 m siepi - 8'23"79

## Altre competizioni internazionali
2023
- 18º al Giro podistico internazionale di Castelbuono ( Castelbuono) - 36'53"